# ماركوس مونش (لاعب كرة قدم)
ماركوس مونش (بالألمانية: Markus Münch)‏ هو مدرب خيول ولاعب كرة قدم ألماني في مركز ظهير ‏، ولد في 7 سبتمبر 1972 في Nußloch ‏ في ألمانيا. شارك مع منتخب ألمانيا تحت 20 سنة لكرة القدم ومنتخب ألمانيا تحت 21 سنة لكرة القدم. أما مع النوادي، فقد لعب مع باناثينايكوس وباير 04 ليفركوزن وبايرن ميونخ وبوروسيا مونشنغلادباخ ونادي بشكتاش ونادي جنوى ونادي كولن.

## وصلات خارجية
- ماركوس مونش على موقع اتحاد تركيا (لاعب) (الإنجليزية)
- ماركوس مونش على موقع قاعدة بيانات كرة القدم.إي يو (الإنجليزية)
- ماركوس مونش على موقع بيانات كرة القدم. دي إي (الألمانية)